# حسینیه مجتهد دلجو
حسینیه مجتهد 

تصویری از داخل حسینیه مجتهد

مربوط به دوره قاجار است و در اردبیل، محله قدیمی کوچه طوبی واقع شده و این اثر در تاریخ ۱۱ مرداد ۱۳۷۶ با شمارهٔ ثبت ۱۸۸۷ به‌عنوان یکی از آثار ملی ایران به ثبت رسیده است.